# Paroligolophus
Paroligolophus is een geslacht van hooiwagens uit de familie Phalangiidae (Echte hooiwagens).
De wetenschappelijke naam Paroligolophus is voor het eerst geldig gepubliceerd door Lohmander in 1945. 

## Soorten
Paroligolophus is monotypisch en omvat slechts de volgende soort:
- Paroligolophus agrestis